# Sveriges Förenade Filmstudios

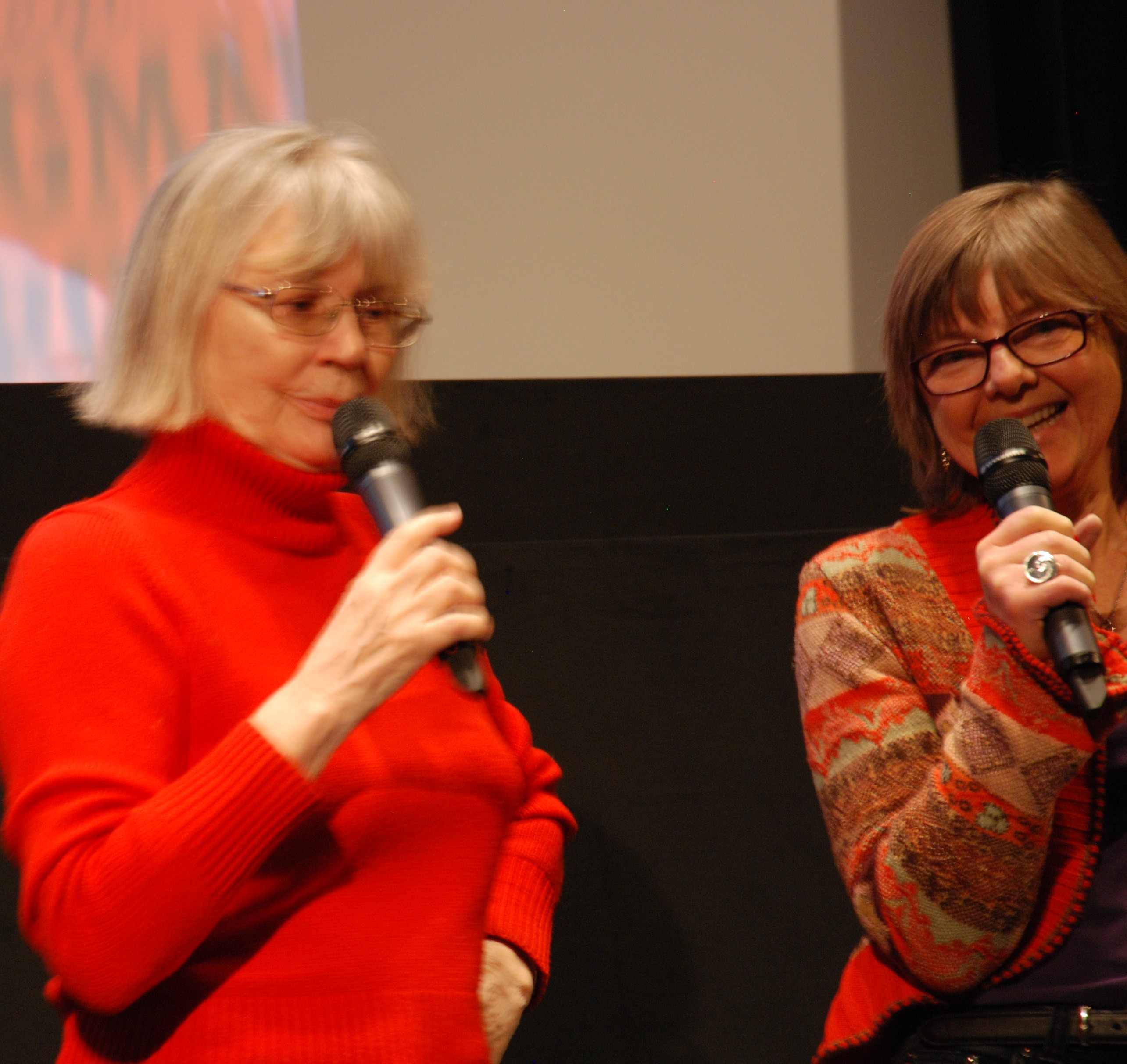
Harriet Andersson och Christina Olofson diskuterar Olofsons film I rollerna tre på ett filmseminarium, som anordnats av Sveriges Förenade Filmstudios i Stockholm i mars 2012

Sveriges Förenade Filmstudios (SFF) är en svensk samorganisation för 96 lokala svenska filmklubbar på 91 orter för visning av och fördjupning omkring internationell mer konstnärligt inriktad ny och äldre kvalitetsfilm i mindre och större orter som ett komplement till det vanliga, mer kommersiellt inriktade filmutbudet.
Sveriges Förenade Filmstudios bildades 1953 av några filmkritiker och filmregissörer, som slöt ett avtal med representanter för de olika filmbranschorganisationerna. Några lokala filmklubbar hade kommit igång redan i slutet av 1940-talet bland annat Gislaved, Kalmar och Sundsvall. Under de tjugo första åren sysslade SFF enbart med att förmedla film till filmklubbarna, men tack vare  ett samarbetsavtal mellan SFF och Svenska Filminstitutet 1971 fick organisationen ökade resurser och även ekonomiskt stöd från Utbildningsdepartementet och kunde utöka sin verksamhet med kurser, seminarier med mera. SFF har numera sin bas i Filmhuset i Stockholm. 

## Filmklubbar i Sverige
Filmklubbar har alltid spelat en viktig roll för spridning och visning av kvalitetsfilm i Sverige. På en del mindre orter är dessa filmklubbar idag den enda biografverksamheten och har inte sällan övertagit och räddat någon nedlagd gammal biograf på orten. Alla landets filmklubbar är dock inte anslutna till SFF. I de tre största städerna driver också Svenska Filminstitutet själv filmklubben Cinemateket, och då begränsningar uppkom vad gällde visningsrätt för visning av utländska filmer utanför Cinemateket fick SFF under 1970–90-talen själv starta egen filmimport och har med åren byggt upp ett ansenligt arkiv av kända klassiker och mindre kända filmer.
SFF:s 96 filmstudior finns på följande 91 orter:
- Alingsås
- Avesta
- Berga
- Boden
- Borgholm
- Borlänge
- Boteå
- Bromma
- Danderyd
- Ekerö
- Eskilstuna
- Eslöv
- Falkenberg
- Falköping
- Falsterbonäset
- Flen
- Gislaved
- Gnesta
- Gällivare
- Haninge
- Helsingborg
- Hemse
- Hjo
- Huddinge
- Härnösand
- Höganäs
- Kalmar
- Karlshamn
- Karlskrona
- Karlstad
- Katrineholm
- Kiruna
- Klinte
- Kristianstad
- Kristinehamn
- Landskrona
- Lidingö
- Lidköping
- Lindesberg
- Linköping
- Ljungskile
- Lomma
- Ludvika
- Lysekil
- Mariefred
- Mariestad
- Mark
- Mjölby
- Mora
- Motala
- Mölnlycke
- Norrtälje
- Nybro
- Nyköping
- Oskarshamn
- Ronneby
- Sala
- Sandviken
- Simrishamn
- Sjöbo
- Skarpnäck
- Skellefteå
- Skärhamn
- Skövde
- Sollefteå
- Stenungsund
- Strängnäs
- Svalöv
- Sveg
- Säffle
- Söderhamn
- Södertälje
- Sölvesborg
- Trollhättan
- Trosa
- Uddevalla
- Vetlanda
- Vilhelmina
- Visby
- Vänersborg
- Vännäs
- Värnamo
- Västervik
- Västerås
- Ystad
- Ådalen
- Åkersberga
- Årsta
- Ängelholm
- Örnsköldsvik
- Örsundsbro

## Internationellt samarbete
SFF är en av ett 40-tal nationella filmklubbsorganisationer som är anslutna till den sammanslagna internationella intresseorganisationen Federation of International Cine Clubs/International Federation of Film Societies (FICC/IFFS), där den kände italienske filmregissören Gianni Amelio är ordförande (2011). Denna organisation arbetar bland annat med att via icke-kommersiella kanaler söka distribuera ny intressant film. Vid ett flertal filmfestivaler har IFFS en egen jury. För närvarande administrerar SFF detta juryarbete samt är ansvarig för det nordiska samarbetet.

## TidskriftenFilmrutan
SFF ger ut tidskriften Filmrutan, Sveriges äldsta och i dag tämligen unika filmtidskrift, som började ges ut 1958 och utkommer med fyra nummer per år.

## SFF:s Filmpris
Sedan 1979 delar SFF årligen ut SFF:s Filmpris i form av en glasstatyett till pristagare, som gjort framstående insatser för filmkonsten och dess spridning. Filmpriset består av en statyett och ett stipendium på 10 000 kronor. Från och med 2022 delas det även ut ett pris till Årets filmstudio som består av ett bidrag på 10 000 kronor och går till en filmstudio som varit medlem av SFF i minst tre år och som arbetat för att uppfylla SFF:s syften.
Pristagare filmpriset
- 1979 – Inge Ekbrant och Hugo Wortzelius
- 1980 – Sven E. Olsson
- 1981 – Bengt Idestam-Almquist
- 1982 – Kaj Wickbom
- 1983 – Harry Schein
- 1984 – Bengt Forslund
- 1985 – Rune Waldekranz
- 1986 – Alf Rune
- 1987 – Elisabeth Sörenson
- 1988 – Joseph L. Mankiewicz
- 1989 – Yngve Bengtsson
- 1990 – Einar Lauritzen
- 1991 – Ulf Berggren
- 1992 – Ingvar Engvén
- 1993 – Ingmar Bergman
- 1994 – Gösta Werner
- 1995 – Rolf Lindfors och Bertil Wredlund
- 1996 – (ej utdelat)
- 1997 – Triangelfilm
- 1998 – Folkets Bio
- 1999 – Jan Aghed
- 2000 – Magnus Leijer
- 2001 – Harry Hultén
- 2002 – Roger Teréus
- 2003 – Novemberfilm
- 2004 – Inga Adolfsson
- 2005 – Martin Voss-Schrader
- 2006 – Maj Wechselmann
- 2007 – Stefan Jarl
- 2008 – Matti Bye
- 2009 – Jan Troell
- 2010 – Elsa Hörling
- 2011 – Bo Bjelfvenstam
- 2012 – Anna-Stina Nyström
- 2013 – Malik Bendjelloul och Gabriela Pichler
- 2014 – Mats Sladö och Mårten Blomkvist
- 2015 – Marika Junström
- 2016 – Astrid Friberg och Kerstin Sundelin
- 2017 – Louise Lagerström
- 2018 – Njutafilms & Studio S
- 2019 – FLM
- 2020 – Inget pris delades ut
- 2021 – Inget pris delades ut
- 2022 – Göteborg Film Festival
- 2023 – Stig Björkman
- 2024 – Annika Gustafsson

### Pristagare Årets filmstudio
- 2022 – Vännäs
- 2023 – Helsingborg
- 2024 – Mark